# (8639) Vonšovský
(8639) Vonšovský est un astéroïde de la ceinture principale découvert en 1986.

## Description
(8639) Vonšovský a été découvert le 3 novembre 1986 à l'observatoire Kleť, en République tchèque, en Bohême-du-Sud, par Antonín Mrkos.

### Caractéristiques orbitales
L'orbite de cet astéroïde est caractérisée par un demi-grand axe de 2,23 UA, un périhélie de 1,92 UA, une excentricité de 0,14 et une inclinaison de 5,13° par rapport à l'écliptique. Du fait de ces caractéristiques, à savoir un demi-grand axe compris entre 2 et 3,2 UA et un périhélie supérieur à 1,666 UA, il est classé, selon la JPL Small-Body Database, comme objet de la ceinture principale.

### Caractéristiques physiques
(8639) 1986 VB1 a une magnitude absolue (H) de 14,7 et un albédo estimé à 0,033.